# Bulbophyllum lancipetalum
Bulbophyllum lancipetalum är en orkidéart som beskrevs av Oakes Ames. Bulbophyllum lancipetalum ingår i släktet Bulbophyllum och familjen orkidéer. Inga underarter finns listade i Catalogue of Life.